# 郭英杰
郭英杰 (1958年—) 是一位澳大利亚华人工程师，无线电专家。

## 生平
1981年毕业于西北电讯工程学院，1987年获西安交通大学博士学位，1997年至2005年任职于富士通、西门子与日本电气。2005年任职于澳大利亚联邦科学与工业研究组织。

## 荣誉
2013年被选为澳大利亚工程院院士。